# Gilching
Gilching település Németországban, azon belül Bajorországban. Lakosainak száma 19 296 fő (2023. december 31.). Gilching Weßling és Gauting községekkel határos.

## Népesség
A település népessége az elmúlt években az alábbi módon változott:
| Lakosok száma | 631  | 4318 | 9634 | 12 913 | 17 529 | 18 165 | 18 650 | 18 843 | 19 065 | 19 296 |
|               | 1875 | 1950 | 1975 | 1987   | 2012   | 2014   | 2016   | 2017   | 2021   | 2023   |